# Alex Hagelsteens
Alexander Hagelstens, detto Alex (Hasselt, 15 luglio 1956), è un ex mezzofondista e maratoneta belga.

## Biografia
Specializzato nella corsa su lunga distanza e nella corsa campestre, gareggiò ai Giochi olimpici di Mosca 1980 nelle specialità dei 5000 e 10000 metri piani, ma non riuscì a raggiungere le finali. Hagelsteens ha avuto il maggior successo alla Egmond Half Marathon, vincendola nel 1982 e nel 1984 e finendo secondo nel 1985 e nel 1986. Nello stesso anno vinse il Trofeo Sant'Agata a Catania, gara di fondo su strada.

## Altre competizioni internazionali
1978
- 13º al Memorial Van Damme ( Bruxelles), 5000 m piani - 13'36"4

1979
- 10º al Memorial Van Damme ( Bruxelles), 10000 m piani - 27'52"88

1980
- Bronzo al Memorial Van Damme ( Bruxelles), 10000 m piani - 27'50"6

1981
- 4º al DN Galan ( Stoccolma), 10000 m piani - 27'55"06
- Oro alla San Silvestre Vallecana ( Madrid)

1982
- Bronzo ai Bislett Games ( Oslo), 10000 m piani - 27'26"95
- 4º al Memorial Van Damme ( Bruxelles), 5000 m piani - 13'32"52
- 7º al Golden Gala ( Roma), 3000 m piani - 7'59"98

1983
- 4º al Memorial Van Damme ( Bruxelles), 10000 m piani - 28'20"18

1984
- 4º al Memorial Van Damme ( Bruxelles), 10000 m piani - 28'17"00

1985
- Bronzo al Trofeo Sant'Agata ( Catania)

1986
- 4º al Memorial Van Damme ( Bruxelles), 10000 m piani - 28'33"27
- Oro al Trofeo Sant'Agata ( Catania)